# Nakhlat Jabal Ali
Nakhlat Jabal Ali (in arabo نخلة جبل علي‎?), conosciuta come Palm Jebel Ali,  o anche Palm Jabal Ali, è una comunità dell'Emirato di Dubai, negli Emirati Arabi Uniti. Si trova nel Settore 5 nella zona meridionale di Dubai. La comunità coincide con l'area di sviluppo dell'isola artificiale di Palm Jebel Ali.

## Storia
Palm Jebel Ali è una delle tre isole artificiali di Dubai previste nel progetto di sviluppo Palm Islands varato nel 2001 per volontà dell'emiro di Dubai Mohammed bin Rashid Al Maktoum.
Nel progetto iniziale l'isola doveva avere la forma di una palma, con il tronco da cui si dipartivano 17 fronde il tutto circondato da un'isola a mezzaluna che formava un frangiflutti. La lunghezza lungo l'asse maggiore era di 7,5 km e 7 km l'asse minore.
I lavori vennero affidati alla Nakheel Properties ed iniziarono nell'ottobre 2002 con l'obiettivo di completare la realizzazione entro il 2008.
Fino al 2007 i lavori sono proceduti regolarmente: la realizzazione del frangiflutti è stata completata nel dicembre 2006 e la bonifica del terreno è terminata come previsto. I lavori per le infrastrutture dell'isola sono stati avviati nell'aprile 2007, iniziando con la costruzione dei ponti che collegano l'isola alla terraferma.
Nel 2009, a seguito della crisi finanziaria mondiale e al conseguente crollo dei prezzi degli immobili in Dubai, la Nakheel ha sospeso il progetto di Palm Jebel Ali, ma ha offerto agli investitori la possibilità di scambiare le loro quote con altri suoi progetti a Dubai come Palm Jumeirah o di rivedere piano di pagamento. Tuttavia molti non hanno accettato, ritenendo la proposta di valore inferiore a quella inizialmente sottoscritta. Nel novembre 2014, 74 investitori hanno scritto a Mohammed Al Shaibani, direttore generale della Corte del Sovrano e amministratore delegato della Dubai Investment Corporation, esortandolo ad esaminare la questione. Nel marzo 2015 l'allora chairman of Nakheel, Rashid Lootah, ha dichiarato in un'intervista che il progetto di Palm Jebel Ali di Nakheel non verrà cancellato, ma sarà sviluppato a "lungo termine". 

Nel settembre 2022, Nakheel ha effettuato un rebranding e successivamente ha annunciato di voler riavviare una serie di progetti che erano stati congelati. Fra questi anche quello relativo a Palm Jebel Ali.

## Territorio
Il progetto occupa una superficie di 58,1 km² corrispondenti all'area totale sottesa dall'isola artificiale di Palm Jebel Ali che si trova davanti la costa sud-occidentale di Dubai, a circa 40 km dal centro di Dubai.
L'isola è collegata alla terraferma ovvero alla comunità di Hessyan First da tre ponti in corrispondenza del tronco centrale della palma e dei due lati della cornice frangiflutti.
Alla data attuale (2022) l'isola non è abitata e non vi sono infrastrutture operative.